# Anisoplia clypealis
Anisoplia clypealis är en skalbaggsart som beskrevs av Edmund Reitter 1889. Anisoplia clypealis ingår i släktet Anisoplia och familjen Rutelidae. Inga underarter finns listade i Catalogue of Life.